# Ингемар Јохансон
Ингемар „Инго“ Јохансон (швед. Ingemar "Ingo" Johansson; Гетеборг, 22. септембар 1932 — Онсала, 31. јануар 2009) је био најбољи боксер Шведске, професионални светски првак у тешкој категорији. У аматерском боксу Јохансон је има скор 61 победу (31 класичним нокауто) и 10 пораза. Највеће разочарење својим навијачима приредио је на Олимпијским играма 1952 у Хелсинкију, када је у финалу олимпијског турнира дисквалификован јер је одбио да се бори против америчког боксера Еда Сандерса. Тек 30 година касније Међународни олимпијски комитет (МОК) му је званично доделио сребрну медаљу.
После тога Јохансон прелази у професионалце и 1956, популарни „Инго“ је освојио титулу професионалног првака Европе 1956. пошто је каутирао Италијана Франка Кавичија. Велику сензацију је приредио 26. јуна 1959. када је на Јенки стадиону у Њујорку нокаутирао у трећој рунди Американца Флојда Патерсона и освојио титулу првака света у тешкој категорији. Пре него је судија у рингу Руби Голдстајн прекинуо борбу, Јохансон је седам пута бацао Патерсона на под ринга. За непуну годину дана Патерсон је повратио титулу јер је два пута победио Јохансона. Први меч је одржан у Њујорку, када је Патерсон у петој рунди нокаутирао Јохансона. Мајсторица односно трећи меч, одржана је у марту 1961. у Мајамију и пре него што је нокаутирао Јохансона у шестој рунди и сам био два пута у нокдауну. Јохансон је после тог меча још неколико пута улазио у ринг и увек побеђивао. Успео је 1962. године да нокаутира Енглеза Дика Ричардсона и освоји још једну титулу првака Европе. У професионалном рингу имао је укупно 28 мечева где је забележио 26 победа од тога 17 нокаутом и само два пораза оба од Патерсона. 
Јохансон је боловао од Алцхајмеровог синдрома, а пред смрт се лечио од упале плућа и преминуо увече 31. јануара, по отпуштању из болнице на кућно лечење, у 76-ој години.

## Професионална каријера

### Ране године
Јохансоново увођење у највиши ранг спорта је било злурадо. Са деветнаест година био је дисквалификован због пасивности на Летњим олимпијским играма у Хелсинкију 1952. у тешкој категорији у борби против коначног освајача златне олимпијске медаље Еда Сандерса. Јохансон је тврдио да није избегавао Сандерса (који је такође добио упозорење због пасивности), већ је покушавао да смори свог противника. Јохансон је рекао да је био ограничен на десетодневни тренинг камп, да је тренирао само са новајлијама, и да му је тренер рекао да пусти Сандерса да буде агресор. Ипак, његова сребрна медаља је ускраћена због лошег учинка и уручена му је тек 1982. године.
Јохансон је своје место на Олимпијским играма заслужио победом на националном првенству Шведске раније исте 1952. године, након што је нокаутирао свог противника у првој рунди финала.
После Олимпијских игара Јохансон је отишао у изолацију на шест месеци и размишљао да престане да се бави боксом. Међутим, вратио се у ринг и постао професионалац под вођством шведског издавача и боксерског промотера Едвина Ахлквиста, након чега је победио у своје прве 21 професионалне борбе. Он је освојио скандинавску професионалну титулу тако што је оборио и надмашио Данца Ерика Јенсена (сломио је своју десну шаку при томе). Сломљена шака и једногодишња војна служба држали су га ван ринга до краја 1954. У августу 1955, у својој дванаестој професионалној борби, Јохансон је у првој рунди нокаутирао бившег европског шампиона у тешкој категорији Хајна тен Хофа. Освојио је скандинавску титулу у тешкој категорији 1953. и 30. септембра 1956. освојио је Европско првенство у тешкој категорији, што је остварио нокаутом у 13. рунди над Италијаном Франком Кавичијем у Милану.
Јохансон је успешно одбранио своју европску круну против рангираних тешкаша Хенрија Купера (нокаут у петој рунди 19. маја 1957) и Џоа Ерскина, техничким нокаутом у 13. рунди 21. фебруара 1958.

### Светски шампион у тешкој категорији
Јохансон је успео да освоји титулу светског првака у тешкој категорији када је нокаутирао најбоље рангираног кандидата Едија Мехена у првој рунди њиховог елиминационог меча 14. септембра 1958. Пред 53.615 навијача на фудбалском стадиону Улеви, Јохансон је три пута оборио Махена, коначно га докрајчио са баражом удараца на 2:16 прве рунде. Јохансон је тада потписао да се бори против шампиона Флоида Патерсона.
Јохансон је био живописна фигура у Њујорку док је тренирао за борбу. Избегавајући монашки режим обуке који су фаворизовали Патерсон и други борци, Јохансон је тренирао у одмаралишту Катскил хотела Гросинџерс. Чинило се да није посебно напорно тренирао и често је виђан на ноћним спотовима са својом атрактивном девојком, Елајне Слон, коју је упознао док је радила за Спортс Илустрејтед.
Ушао је у ринг на стадиону Јенки 26. јуна 1959. као конкурент с малим шансама од 5-1. Јохансон је провео прве две рунде сусрета повлачећи се и шаљући лагане ударце левом песницом шампиону. У трећој рунди Јохансон је бацио широки леви замах који је Патерсон блокирао десном руком. Када је померио десну руку из њеног заштитног положаја испред браде, Јохансон га је испоручио кратки снажни ударац десном руком. Патерсон је пао, устао на несигурне ноге и био на ногама. Јохансон се надовезао на своју предност и послао Патерсона још шест пута у ринг пре него што је меч прекинуо судија Руби Голдштајн. Јохансон је славио са својом девојком и будућом супругом Биргит Лундгрен, а следећег дана наслов у њујоршким новинама је изразио запањеност града. Писало је: „Инго – То је Бинго.“ Када се Јохансон вратио у Шведску, долетео је хеликоптером, слетевши на главни фудбалски стадион у Гетеборгу, његовом родном граду, уз овације 20.000 људи. Појавио се на насловној страни Спортс Илустрејтеда, као и на насловној страни часописа Лајф 20. јула 1959. године, заједно са Биргит.
Јохансон је био сјајан шампион – претеча „Свингинг Сиктис“. Једна публикација је Јохансона назвала „боксерским Керијем Грантом”, а 1960. се појавио у филму Сви младићи као маринац, заједно са звездама Аланом Ледом и Сиднијем Поатјеом. Где год да је ишао, у САД или у Шведској, имао је лепу жену под руком, са папарацима који су из сликали.
У том тренутку, пензионисани шампион у тешкој категорији Роки Марчано, који је седео поред ринга и био сведок како је Јохансон нокаутирао Патерсона, разматрао је могући повратак за шампионски меч против Јохансона. Ушао је у тренинг камп, држећи то прикривеним, али је одустао од идеје јер није могао да дође у стање које је раније имао, јер је осећао да је престар за борбу за титулу.

### Реванш са Патерсоном
Јохансон је запросио своју девојку Биргит у априлу 1960. након што је шампион посетио Египат. Затим је скренуо своју пажњу на одбрану титуле у борби против Флојда Патерсона. Њих двојица су потписали за реванш 20. јуна 1960. Патерсон је нокаутирао Јохансона у петој рунди замаком левом песницом и постао први човек који је повратио неприкосновену титулу у тешкој категорији на свету. Ударац је захватио Јохансонову браду и он је ударио у ринг, пре него што је пао на леђа. Са крвљу која му је цурила из уста, застакљеним очима које су зуриле у светла на рингу, а лева нога му се трзала, Швеђанину је било одбројано. Након бројања, Патерсон је показао своју забринутост за Јохансона тако што је држао свог непомичног противника и обећао му други реванш. Јохансон је лежао на леђима на поду пет минута пре него што је постављен на столицу донету у ринг. Он је и даље био ошамућен и несигуран петнаест минута након нокаута док му се помагало да изађе из ринга.

## Професионални боксерски рекорд
| 28 борби          | 26 победа | 2 пораза |
| ----------------- | --------- | -------- |
| Нокаутом          | 17        | 2        |
| Одлуком           | 8         | 0        |
| Дисквалификацијом | 1         | 0        |

## Изложбени боксерски рекорд
| 1 борби    | 0 победа | 0 пораза |
| ---------- | -------- | -------- |
| Небодовано | 1        | 1        |

| БР. | Резултат | Рекорд  | Опонент     | Тип | Рунда, време | Датум           | Локација                 | Напомене          |
| --- | -------- | ------- | ----------- | --- | ------------ | --------------- | ------------------------ | ----------------- |
| 1   | Н/Д      | 0–0 (1) | Мухамед Али | Н/Д | 2            | 6. фебруар 1961 | Мајами Бич, Флорида, САД | Наступ без бодова |